# Free Spirit (Ken Hensley)
Free Spirit è il terzo album in studio solista di Ken Hensley, il suo primo dopo l'uscita dagli Uriah Heep. 

## Tracce
1. Inside the Mistery – 6:02
2. New York (Hensley) – 5:49
3. The System (Hensley) – 5:26
4. When (Hensley) – 5:03
5. No More (Hensley) – 3:57
6. Brown Eyed Boy (Hensley) – 4:54
7. Do You Feel All Right (Hensley) – 5:57
8. Telephone (Bolder) – 5:45
9. Woman (Hensley) – 3:57
10. New Routine (Hensley) – 3:27

## Formazione
- Ken Hensley - voce, tastiera, chitarra,  percussioni